# Luiz Felipe Ramos Marchi
Luiz Felipe Ramos Marchi (ur. 22 marca 1997 w Colinie) – włosko-brazylijski piłkarz, występujący na pozycji obrońcy we francuskim klubie Olympique Marsylia oraz w reprezentacji Włoch. 
Wychowanek Ituano, w trakcie swojej kariery grał także w Salernitanie oraz Lazio. Były młodzieżowy reprezentant Brazylii.